# تصفيات كأس العالم 1982
دخل ما مجموعه 109 فريقًا في التصفيات المؤهلة لكأس العالم 1982، والتي بدأت مع قرعة التصفيات الأولية في 14 أكتوبر 1979 في زيورخ، حيث تنافسوا على إجمالي 24 مركزًا في البطولة النهائية، بزيادة عن 16 في نهائيات كأس العالم السابقة. تأهلت إسبانيا، بصفتها الدولة المضيفة، والأرجنتين، بصفتها حاملة اللقب، تلقائيًا، تاركة 22 مركزًا مفتوحًا للمنافسة.